# ユキグニカンアオイ
ユキグニカンアオイ（雪国寒葵、学名: Asarum ikegamii）は、ウマノスズクサ科カンアオイ属の常緑の多年草。

## 特徴
根茎は暗紫色をし、ひも状で匍匐する。根茎に汚白色の葉痕が節くれだって残り、ひも状の根をだす。茎先から葉柄が出、葉柄は長く、暗紫色になる。葉質は厚く光沢があり、葉身は広卵形または卵形で、長さ5-13cm、幅4-9cmになり、先端は鋭頭からやや鋭頭、基部は心形になる。葉の表面は緑色で強い光沢があり、無毛、葉脈の主要部分が多少くぼむ。葉裏は淡緑色で毛は無い。ふつう、葉に白斑は無い。
花期は3-4月。雪解けとともに、茎先に1個の花をつける。花柄は暗紫色の斑点がある。花に花弁は無く、萼裂片が花弁状になる。萼筒は短い筒状で、長さより幅が広く、長さ4-9mm、径6-14mmになる。萼筒の入口は径4-8mmで、つば状の環があるが顕著ではない。萼筒内壁は濃紫色で、網状隆起があり、9-12個の縦脈がある。萼筒外面は暗褐色、暗紫色または黄褐色に淡紫色の斑点が入る。萼裂片は卵状三角形で鈍頭、長さ5-11mm、幅6-12mmになり、平開するかやや斜めに開き、表面は平坦である。雄蕊は暗紫色で12個あり、花糸は花柱の半分の長さになり、葯は線状長楕円形で外側に向いて縦に裂ける。雌蕊は暗紫色で6個あり、直立して萼筒の入口まで達するか、多少突出する。

## 分布と生育環境
日本固有種。本州の新潟県、福島県西部に分布し、低山地の落葉広葉樹林の林床やユキツバキの茂る林下に生育する。
前川由己（1988）は、論文「新種ユキグニカンアオイについて」『植物研究雑誌』Vol.63 において、新潟県ではすでに知られていたコシノカンアオイ Asarum megacalyx (F.Maek.) T.Sugaw. （当時：Heterotropa megacalyx F.Maek.）と本種の地理的分布を調べた。その結果、新潟県中越地方においては、フォッサマグナの東縁である新発田小出構造線の西側には、コシノカンアオイが分布し、その東側には本種が分布している、としている。

## 名前の由来
和名ユキグニカンアオイは、「雪国寒葵」の意で、雪国のカンアオイの意味。
種小名（種形容語） ikegamii は、新潟県の植物研究者、池上義信（1911 - 2002）への献名である。池上義信は、1956年と1962年に既知種とは違うカンアオイ類を採集して、前川文夫に送り同定を依頼した。前川文夫はこれを新種と判定したが、正式には発表されないままになっており、Heterotropa ikegamii F.Maek. は長い間、裸名となっていた。1988年に前川由己によって、Heterotropa ikegamii F.Maek. ex Y.Maek. と命名記載された。1998年には、Heterotropa属は、Asarum属にまとめられ、菅原敬によって、新組合せ名 Asarum ikegamii (F.Maek. ex Y.Maek.) T.Sugaw. とされた。

## ギャラリー

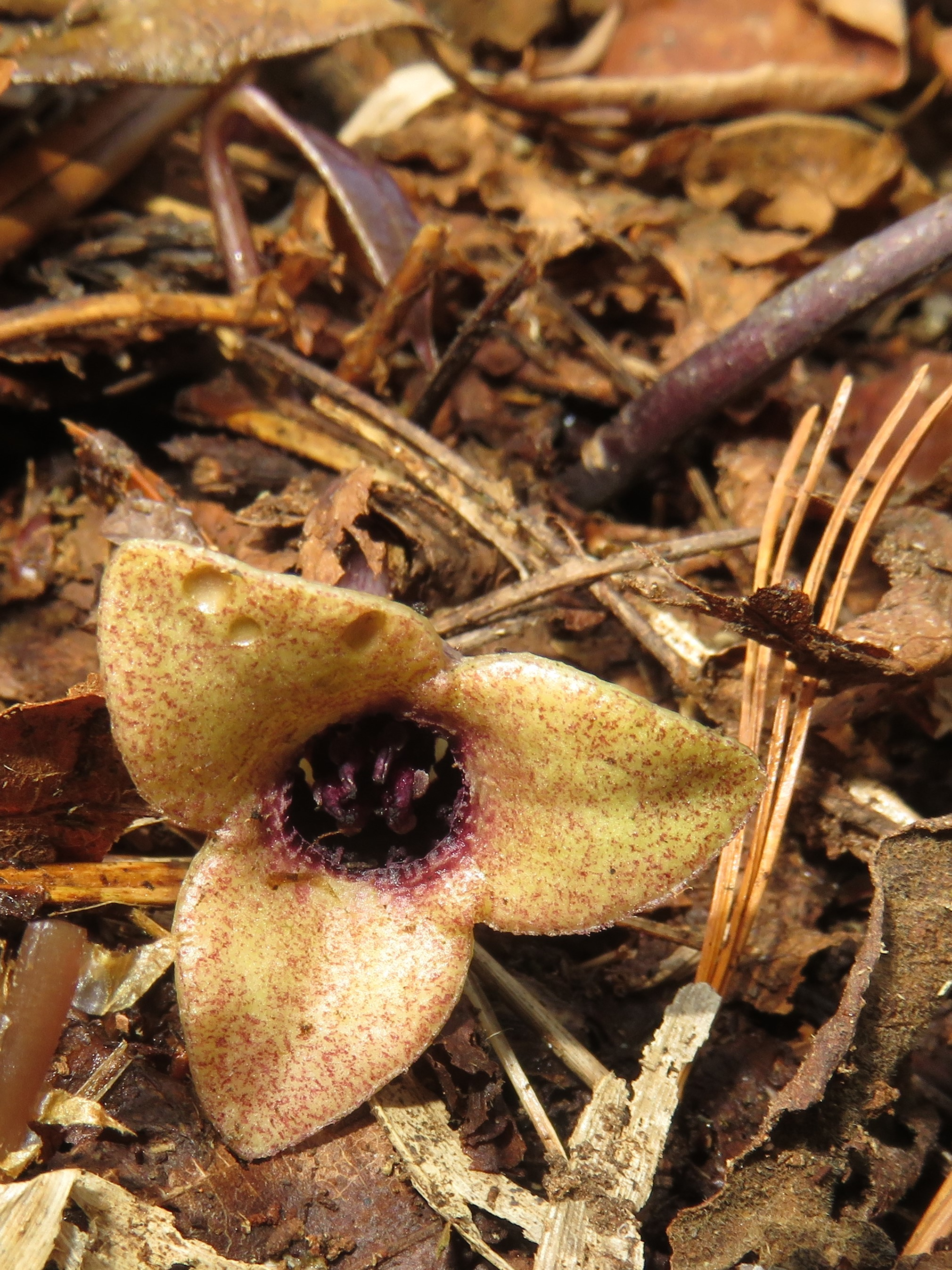
萼裂片は黄褐色に淡紫色の斑点が入り、雌蕊は暗紫色で萼筒の入口まで達する。
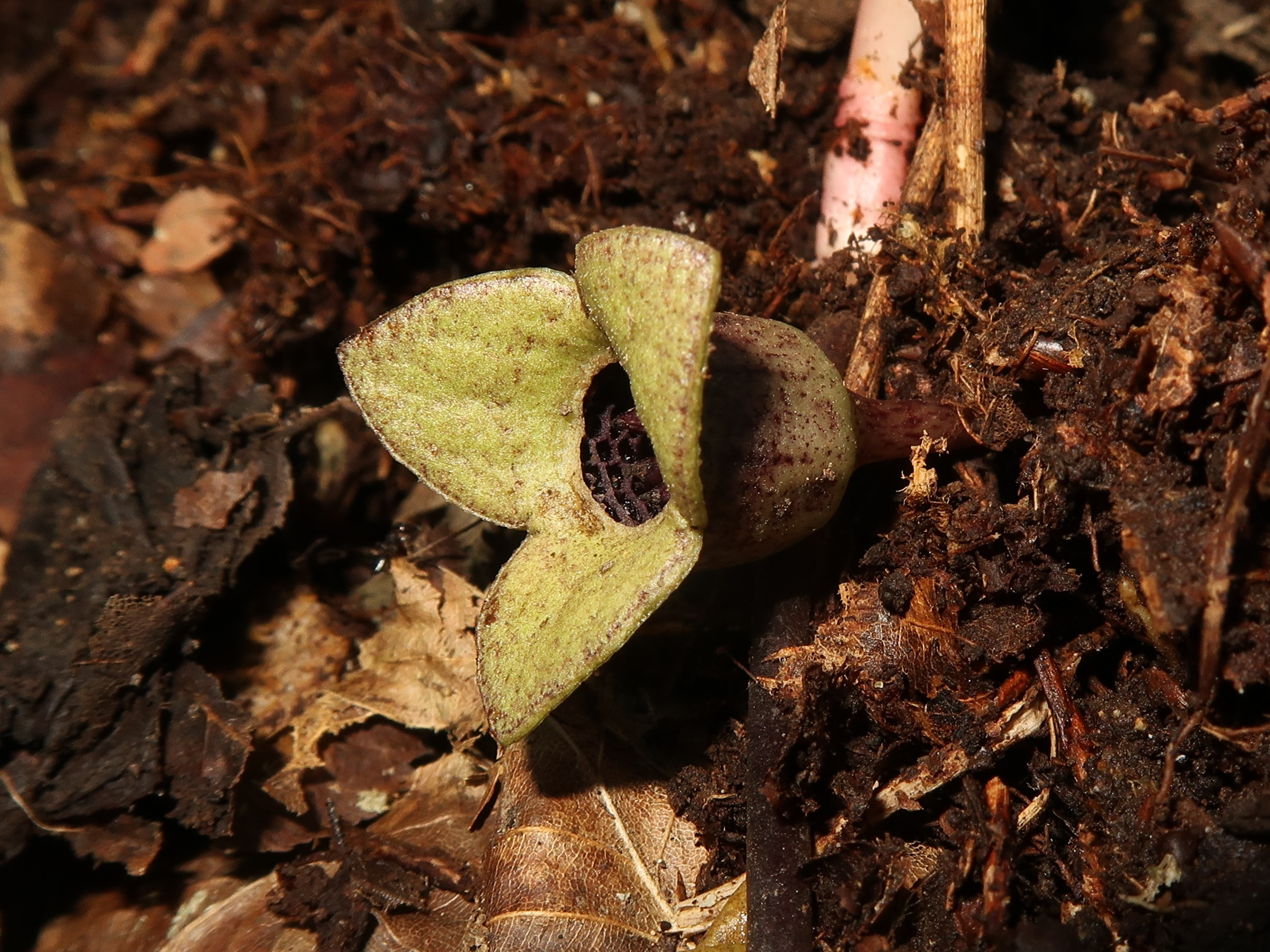
花の側面。萼筒内壁は濃紫色で、網状隆起がある。
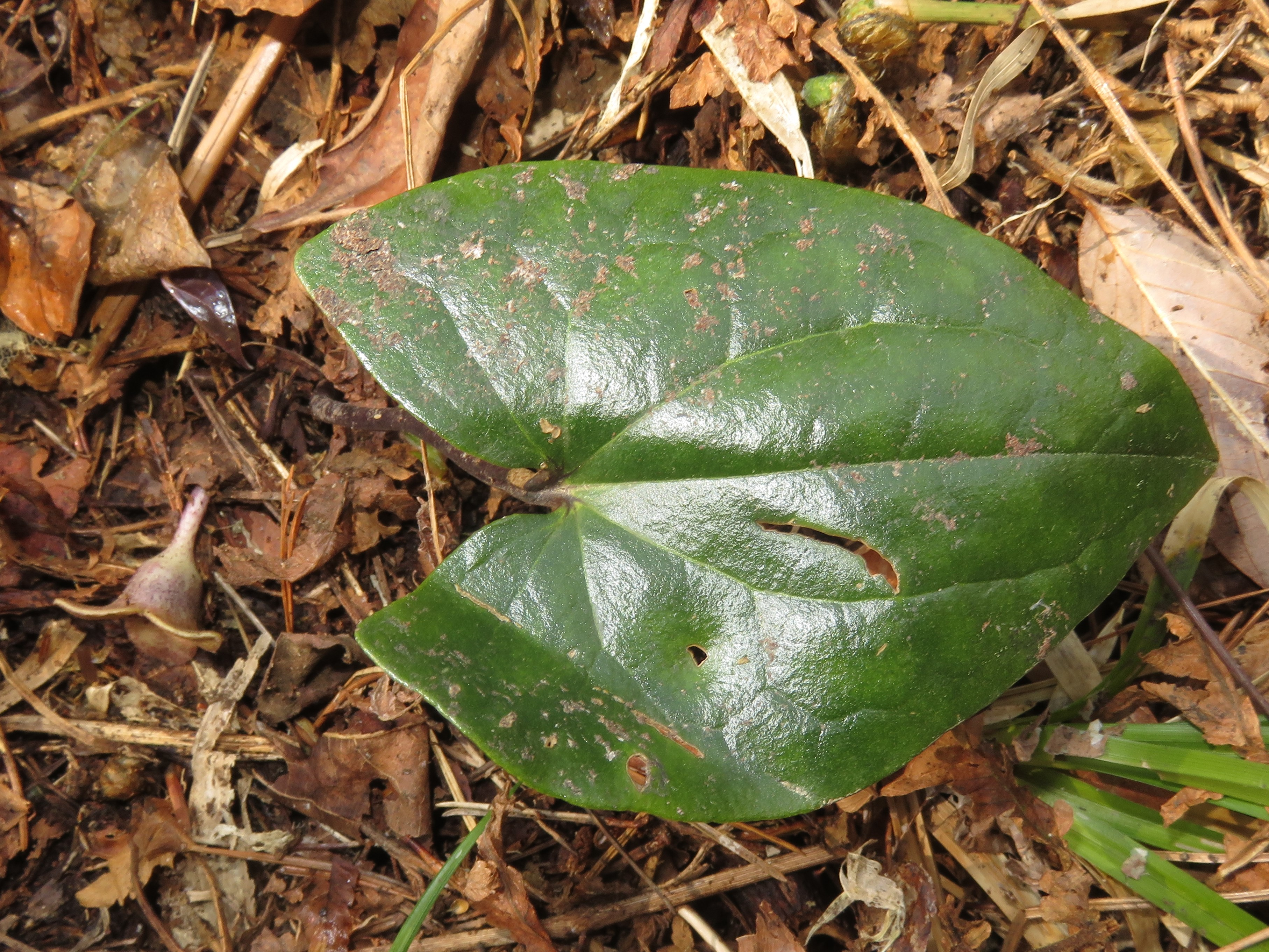
葉は卵形。葉の表面は緑色で強い光沢があり、葉脈の主要部分が多少くぼむ。
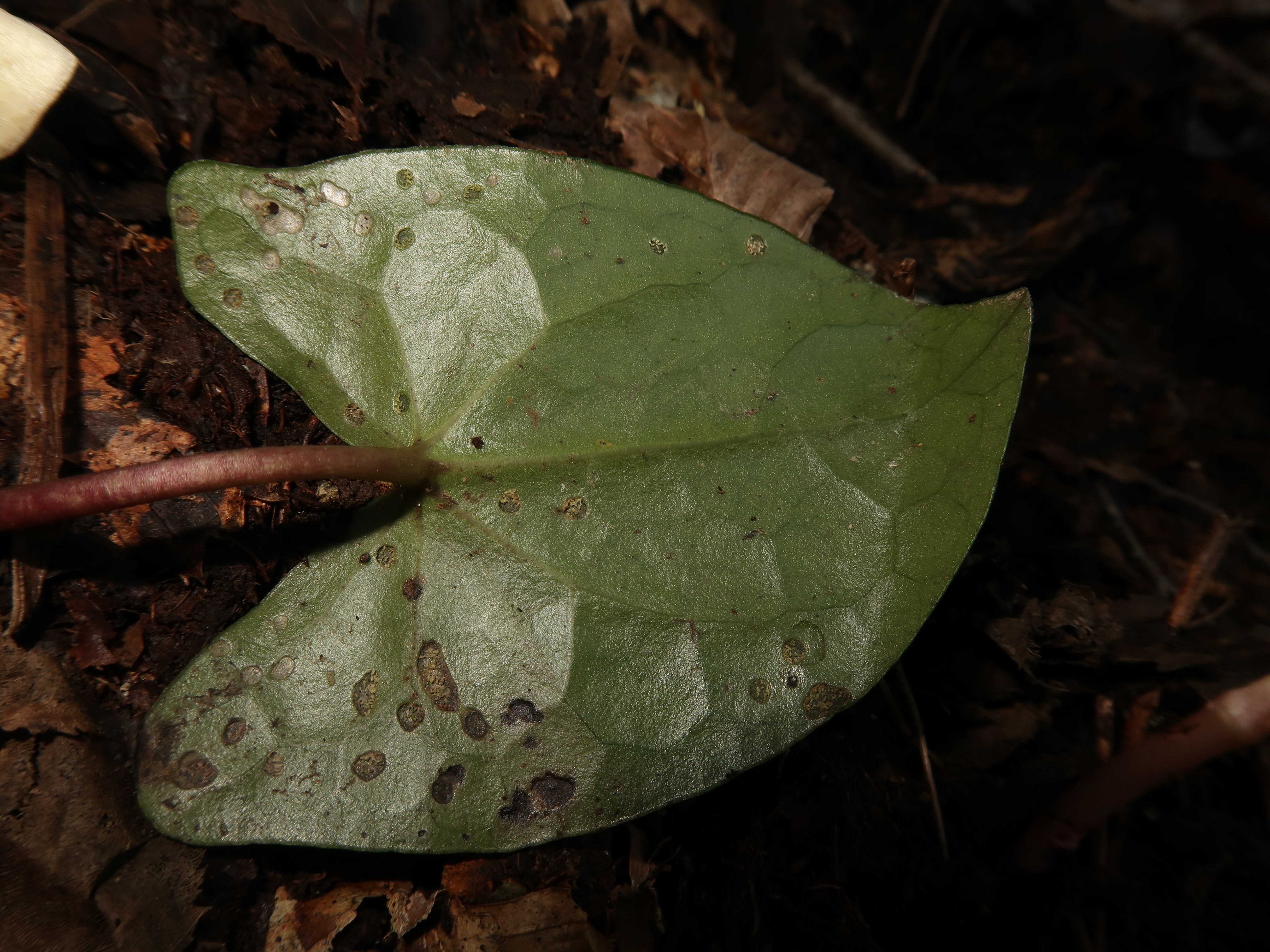
葉の裏面。

## アラカワカンアオイ
- アラカワカンアオイ（荒川寒葵）[6]Asarum ikegamii (F.Maek. ex Y.Maek.) T.Sugaw. var. fujimakii T.Sugaw.[7] - ユキグニカンアオイを基本種とする変種で、基本種より花が大きく、萼筒は丸みのある筒形になり、長さ7-14mm、径10-17mmになる。花が大きいため、別種のコシノカンアオイと見間違うほどであるが、同種の葉の表面には短毛が散生し、本変種の葉の表面に毛は無いので触るとなめらかである。分布域は、新潟県下越地方の荒川沿いの同県関川村から、上流の山形県小国町までで、林内に生育する[3][6]。荒川流域の新潟県関川村金丸で採集された標本をもとに、1998年に菅原敬が新変種として命名記載した[7]。

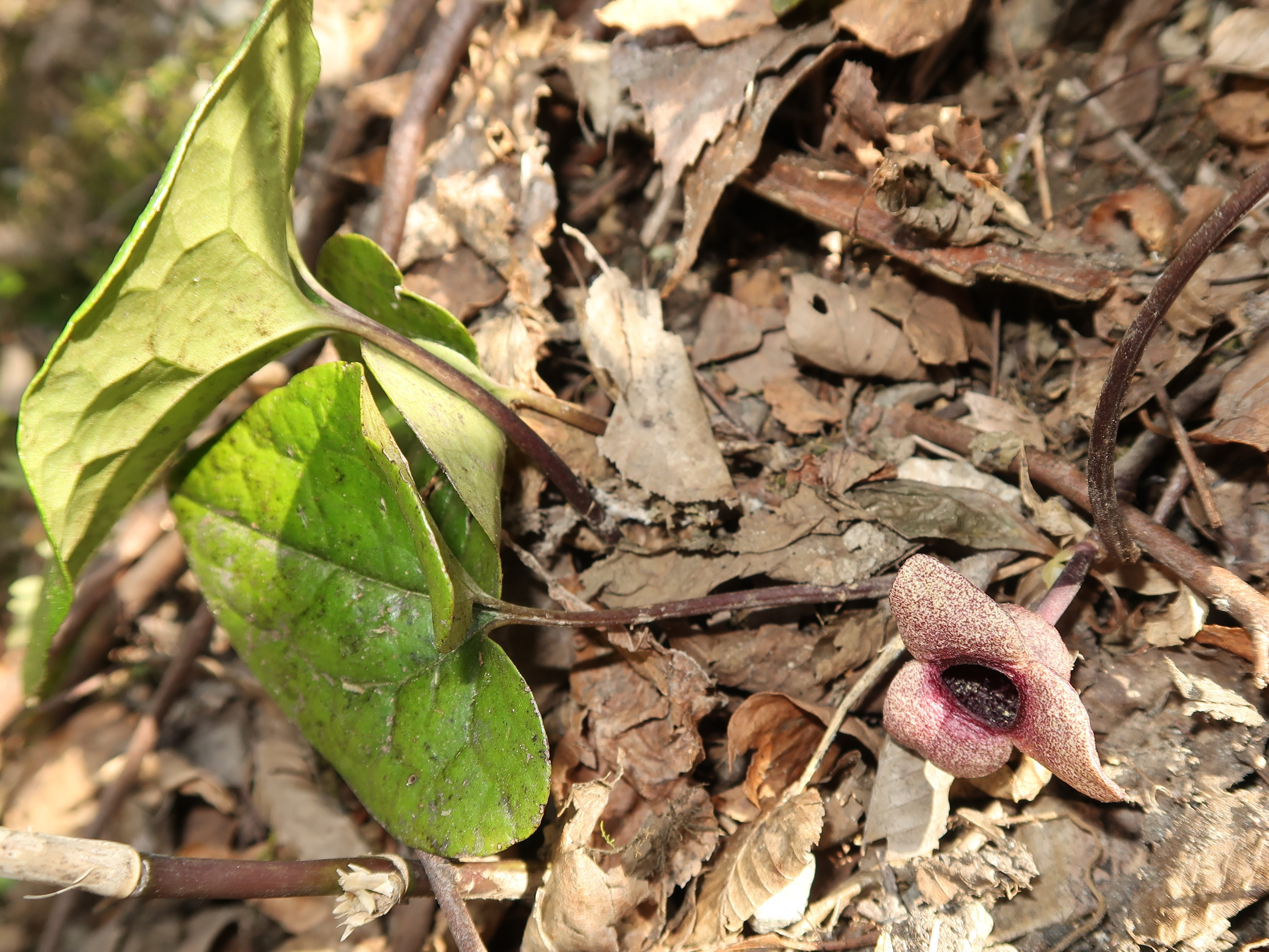
アラカワカンアオイ 新潟県関川村 2018年4月
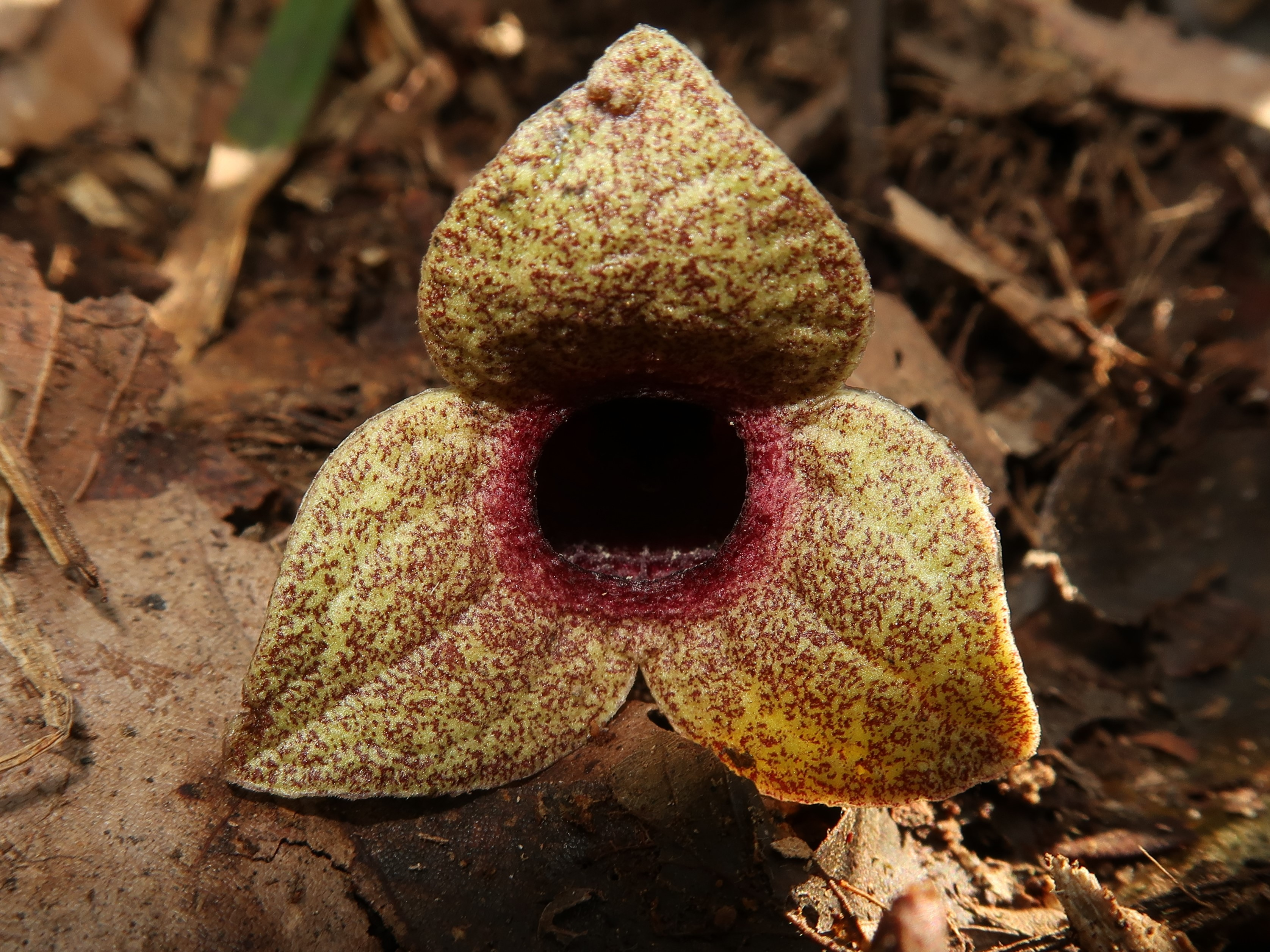
花の正面。雌蕊は萼筒の入口までは達しない。
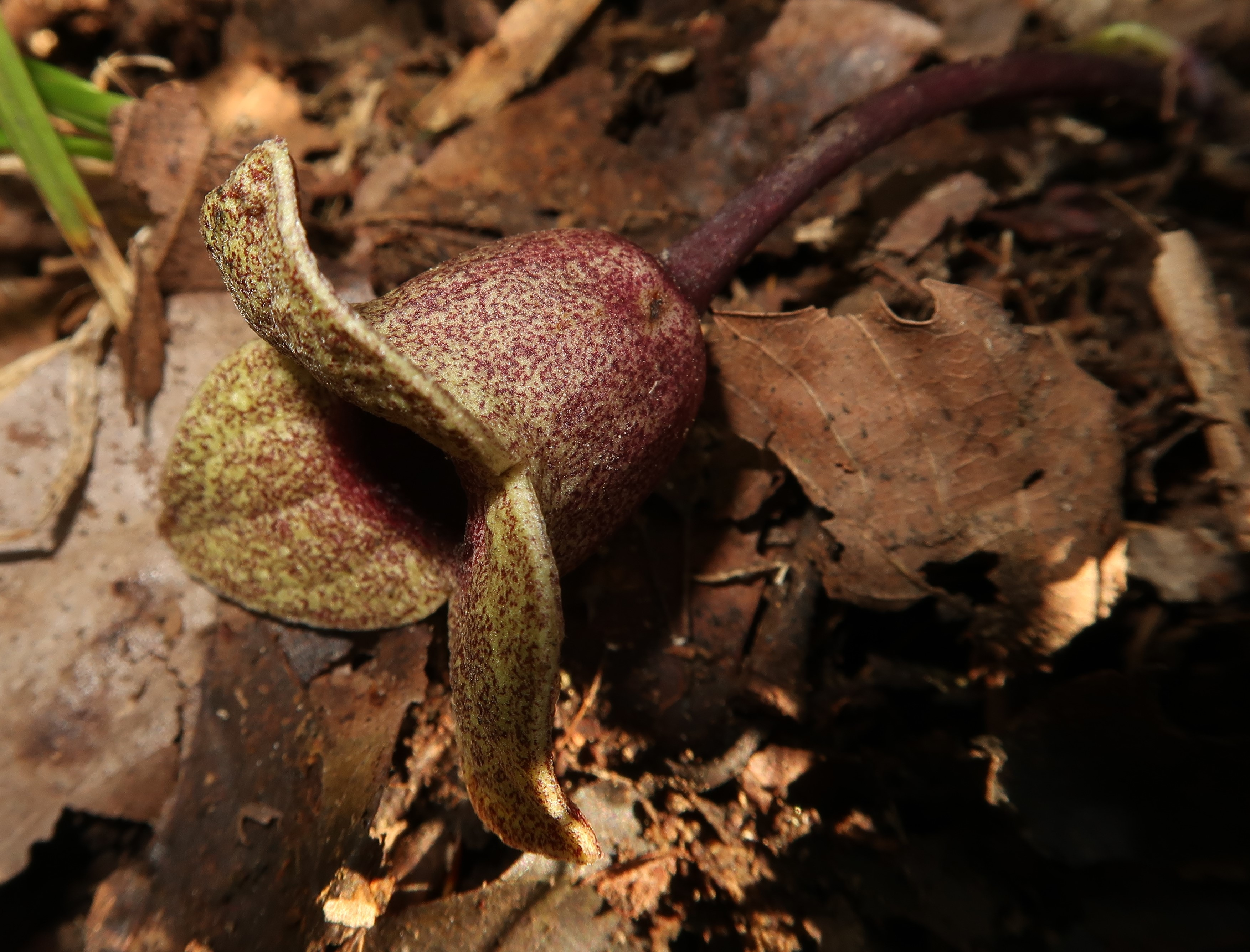
花の側面。
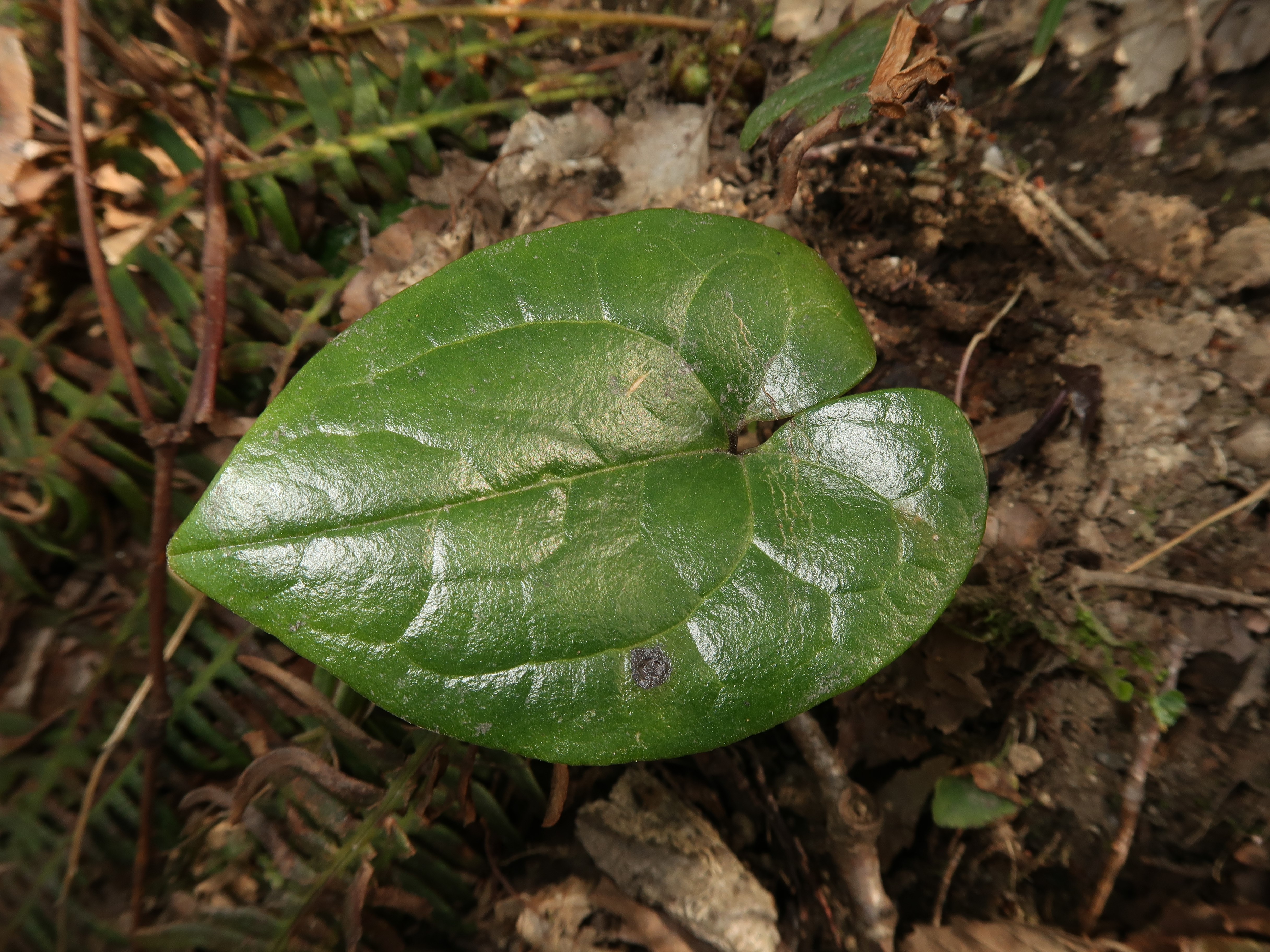
葉の表面。毛は無い。
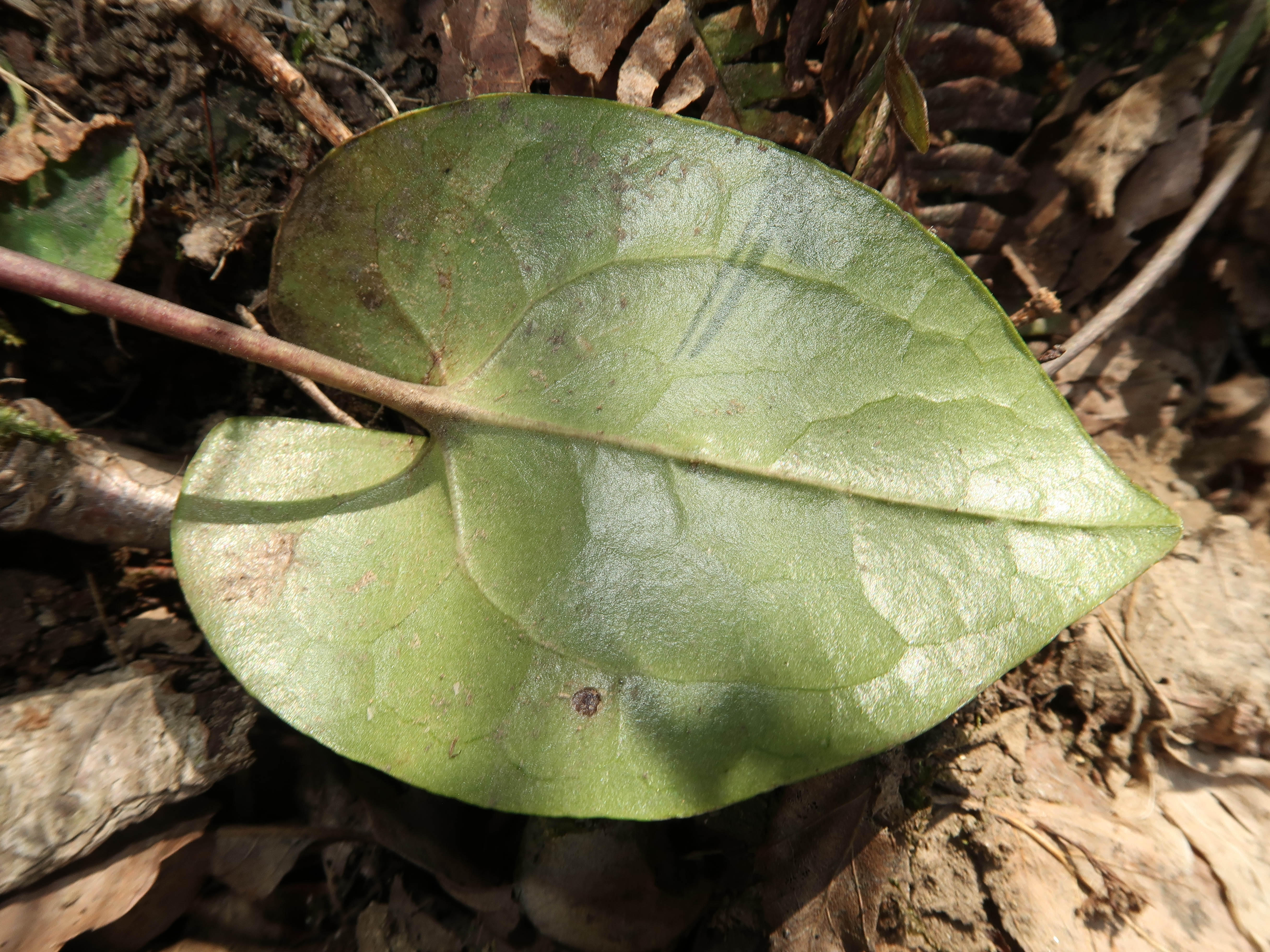
葉の裏面。